# 一柳直次
一柳 直次（ひとつやなぎ なおつぐ）は、江戸時代前期の大名。播磨国小野藩2代藩主。

## 生涯
元和9年（1623年）、丹波園部藩主・小出吉親の次男として生まれる。寛永10年（1633年）、11歳で徳川家光に初謁。
寛永19年（1642年）、一柳家先代・直家の臨終に際して養子となる（直次の姉が、直家の弟である一柳直頼（小松藩主）の妻という縁にあたる）。直家は自らの娘を直次に娶せ遺領を継がせようとしたが。しかしこれが末期養子の禁に抵触するという理由でとがめらた。
寛永20年（1643年）3月15日に伊予国の1万8600石が収公された。直家の娘と直次との結婚は許され、播磨国加東郡の1万石にが与えられた。この結果、小野藩の所領は2万8600石から1万石に減少した。同年4月1日、直次は徳川家光に拝謁し、家光と家綱に刀を献上している。5月、封地に赴く暇を賜う（参勤交代）。
加東郡の分領支配のために置かれていた敷地陣屋（現在の小野市敷地町、大部小学校付近）は規模が小さかったとみられ、承応2年（1653年）に直次は小野陣屋（小野市西本町、小野市立小野小学校付近）に移る。
万治元年（1658年）12月27日、江戸上野の寒松院で死去。享年36。跡を長男の末礼が継いだ。